# Атлетика на Летњим олимпијским играма 1936 — бацање копља за жене
Такмичење у бацању копља за жене на Олимпијским играма 1936. одржано је на Олимпијском стадиону у Берлину, 2. августа 1936. у 15.00 часова. Пријавњено је 14 атлетичарки, па није било квалификација и све су учествовале у финалу.
Титулу олимпијске победнице у бацању копља освојену на Олимпијским играма 1932. у Лос Анђелесу није бранила Бејб Дидриксон из САД.
Најмлађа учесница такмичења у копља била је Јапанка Садако Јамамото са 21. годином и 19 дана, а најстарија Финкиња Ирја Липасти 30 година и  309 дана.

## Земље учеснице
Учествовало је 14 бацачица диска из 10 земаља.
1. Аустрија  (1)
2. Белгија  (1)
3. Финска  (1)
4. Холандија  (1)
5. Јапан  (1)
6. Југославија (1)
7. Немачка (3}
8. Пољска (1)
9. САД (3)
10. Уједињено Краљевство  (1)

## Освајачи медаља
|                      |                      |                            |
| Тили Флајшер Немачка | Луизе Кригер Немачка | Марија Квасњевска · Пољска |

## Рекорди пре почетка такмичења
Први светски рекорд у бацању копља за жене признао је ИААФ (Међународна атлетска федерација) у јуну 1932. године.
Стање 1. августа 1936.
| Светски рекорд    | 46,745 | Нан Гиндејл    | Сједињене Државе | Чикаго, САД      | 18. јун 1932. |
| Олимпијски рекорд | 43,68  | Бејб Дидриксон | САД              | Лос Анђелес, САД | 31. јул 1932. |
| Европски рекорд   | 44,64  | Елен Браумилер | Немачка          | Берлин, Немачка  | 12. јул 1932. |

## Рекорди после завршетка такмичења
| Олимпијски рекорд | 45,18 | Тили Флајшер | Немачка | Берлин, Немачка | 2. август 1936. |

Резултат Тили Флајшер био је бољи од актуелног европског рекорда, али никад  није званично ратификован.

## Резултати

### Финале
| Плас. | Атлетичарка         | Земља                | Бацања | Бацања | Бацања | Бацања | Бацања | Бацања | Резултат | Бел. |
| Плас. | Атлетичарка         | Земља                | 1°     | 2°     | 3°     | 4°     | 5°     | 6°     | Резултат | Бел. |
| ----- | ------------------- | -------------------- | ------ | ------ | ------ | ------ | ------ | ------ | -------- | ---- |
|       | Тили Флајшер        | Немачка              | 38,60  | 44,69  | 43,01  | 38,87  | 45,18  | 42,19  | 45,18    | ОР   |
|       | Луизе Кригер        | Немачка              | 40,78  | 39,24  | 43,29  | 40,69  | 37,94  | 42,96  | 43,29    |      |
|       | Марија Квасњевска   | Пољска               | 41,80  | 38,49  | 39,75  | 39,45  | 40,10  | 37,77  | 41,80    |      |
| 4.    | Херма Баума         | Аустрија             | 33,42  | 38,43  | 41,66  | 40,15  | 39,90  | 39,73  | 41,66    |      |
| 5.    | Садако Јамамото     | Јапан                | 40,88  | 38,44  | 41,18  | 39,52  | 41,24  | 41,45  | 41,45    |      |
| 6.    | Лидија Еберхарт     | Немачка              | 36,26  | 41,00  | 39,18  | 39,91  | 41,37  | 40,68  | 41,37    |      |
| 7.    | Gertrude Wilhelmsen | САД                  | 32,91  | 31,84  | 37,25  |        |        |        | 37,25    |      |
| 8.    | Gien de Kock        | Холандија            | 36,93  | 34,77  | 35,03  |        |        |        | 36,93    |      |
| 9.    | Martha Worst        | САД                  | 35,86  | 36,69  | 35,80  |        |        |        | 36,69    |      |
| 10.   | Ирја Липасти        | Финска               | 27,30  | 33,13  | 27,16  |        |        |        | 33,13    |      |
| 11.   | Jeanne Van Kesteren | Белгија              | 33,58  | 32,67  | 33,69  |        |        |        | 33,69    |      |
| 12.   | Јелица Станојевић   | Југославија          | 24,37  | 29,06  | 29,88  |        |        |        | 29,88    |      |
| 13.   | Елизабет Берч       | САД                  | 27,92  | 28,84  | 25,98  |        |        |        | 28,84    |      |
| 14.   | Кетлин Конол        | Уједињено Краљевство | 27,80  | 26,53  | 26,98  |        |        |        | 27,80    |      |